# 外科医 須磨久善
『外科医 須磨久善』（げかい すまひさよし）は、海堂尊によるノンフィクション作品。
日本で初めてバチスタ手術（左室形成術）を行った心臓血管外科医・須磨久善の半生を描いた。
『小説現代』2008年11月号から2009年3月号に掲載され、2009年7月に講談社から単行本が刊行され、2011年7月に講談社文庫版が発売された。
2010年9月にテレビドラマ化された。

## 書籍情報
- 単行本：講談社、2009年7月24日発売[1]、ISBN 978-4-06-215583-0
- 文庫本：講談社文庫、2011年7月15日発売[2]、ISBN 978-4-06-276976-1

## テレビドラマ
テレビ朝日系列で、2010年9月5日の21:00 - 23:14（JST）に放映。視聴率13.4%。

### キャスト
- 須磨久善 - 水谷豊
- 須磨千代子 - 薬師丸ひろ子
- 秋山浩平 - 小泉孝太郎
- 宮本陽子 - 田中美里
- 片桐美保 - 森迫永依
- 三田（患者） - 加藤茶
- 石井（院長） - 中村雅俊
- 伊藤芳江 - 戸田恵子
- 伊藤明夫 - 石丸謙二郎
- 前田美智子 - 東ちづる
- 野村高志 - 平田満
- 高村達郎 - 宇津井健
- 野村の息子 - 高橋一生
- 外科部長 - 鶴田忍
- 学会の教授 - 西田健
- 宮本陽子 - 田中里枝
- 看護師 - 大島蓉子
- 若い医師 - 山中崇史
- 女医 - 吉田羊
- その他 - ひがし由貴、加藤満、坂口進也、矢崎文也、飯村真一、駒塚由衣、高松潤、由夏、加門良、Randy Goins、INGO、 一関政男、

村田唯、緒方美浮、鈴木良崇、住吉晃典、安河内理恵、高橋雅彦、寒河内譲、重松愛子、菊地裕子、田戸岡和樹、谷本雄太、
山本真由、桝井賢斗、島嵜寿、中島淳一、萩原成哉、平岡拓真、三澤康平、生田絵梨花、高田和加子、大竹周作、井上智之、
石井英明、田中耕二、芦田昌太郎

### スタッフ
- 監修 - 須磨久善
- 原作 - 海堂尊 「外科医 須磨久善」
- 脚本 - 矢島正雄
- 監督 - 吉川一義
- 音楽 - 佐藤準
- 選曲 - 山川繁
- 写真 - 操上和美
- 医事指導 - 堀井泰浩
- 制作協力 - 松竹デジタルセンター
- ロケ協力 - ジャパン・フィルムコミッション、NPO法人フィルム微助人、逗子フィルムコミッション、山梨大学医学部、東京女子医科大学、セントマーガレット病院、ほか
- スタジオ - 東映東京撮影所
- チーフプロデューサー - 五十嵐文郎
- プロデューサー - 島川博篤、三好英明
- 制作 - テレビ朝日、松竹